# Saint-Saturnin-du-Bois
Saint-Saturnin-du-Bois är en kommun i departementet Charente-Maritime i regionen Nouvelle-Aquitaine i västra Frankrike. Kommunen ligger  i kantonen Surgères som ligger i arrondissementet Rochefort. År 2022 hade Saint-Saturnin-du-Bois 910 invånare.

## Befolkningsutveckling
Antalet invånare i kommunen Saint-Saturnin-du-Bois
Referens:INSEE